# 隆若-佩尔塞
隆若-佩尔塞（法語：Longeau-Percey，法語發音：[lɔ̃ʒo pɛʁsɛ]）是法国上马恩省的一个市镇，属于朗格勒区。该市镇于1972年由原市镇隆若（Longeau）和佩尔塞勒波泰勒（Percey-le-Pautel）合并而成。

## 地理
隆若-佩尔塞（47°46'2"N, 5°18'39"E）面积7.48 平方千米，位于法国大東部大區上马恩省，该省份为法国东北部内陆省份，北起马恩省和默兹省，西接奥布省，西南接科多尔省，东南接上索恩省，东临孚日省。
与隆若-佩尔塞接壤的市镇（或旧市镇、城区）包括：布尔、布雷讷、科翁、上韦尔塞耶、维勒居西安勒拉克。

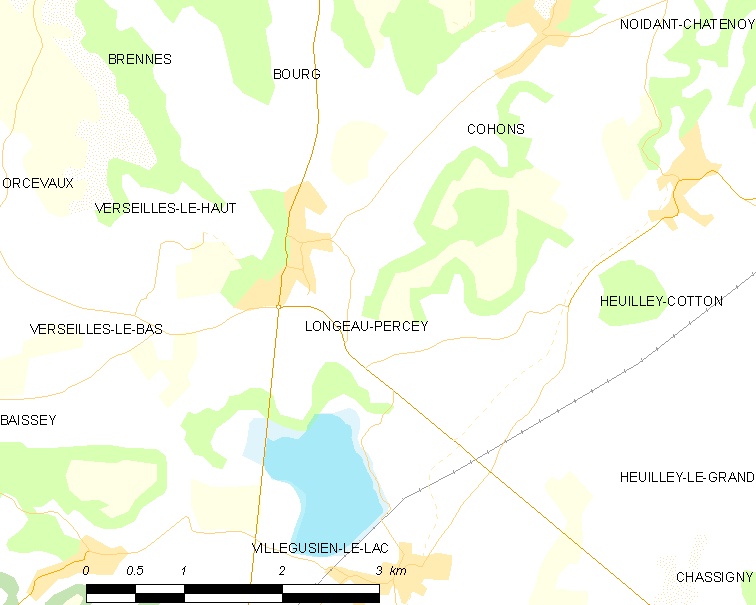
隆若-佩尔塞的OSM定位图

隆若-佩尔塞的时区为UTC+01:00、UTC+02:00（夏令时）。

## 行政
隆若-佩尔塞的邮政编码为52250，INSEE市镇编码为52292。

## 政治
隆若-佩尔塞所属的省级选区为维勒居西安勒拉克县。

## 人口

1962-2008年间隆若-佩尔塞人口变化图示

隆若-佩尔塞于2022年1月1日时的人口数量为695人。